# Biom
Biom kao pojam obično se odnosi na biocenozu ili veliko područje ekozone na zemlji, kojoj makroklimatski uvjeti određuju tip ekoloških zajednica koje u njoj žive. 
Biom je zemljopisno raširen ekosustav, koji se odlikuje određenim dominantnim vrstama vegetacije kao primjerice tropska kišna šuma, tundra, savana, bjelogorične šume i crnogorične šume.